# Беннесен, Дорте
Дорте Марианне Беннесен (дат. Dorte Marianne Bennedsen, урождённая Кох, Koch; 2 июля 1938, Фредериксберг — 17 марта 2016, Фредериксберг, Ховедстаден) — датский политический и государственный деятель. Министр образования Дании (1979—1982), министр по делам церкви Дании (1971—1973). Депутат фолькетинга (1975—2001) от социал-демократов.

## Биография
Родилась 2 июля 1938 года в Фредериксберге. Дочь теолога и публициста Халя Коха (Hal Koch; 1904—1963) и Бодиль (урождённой Тастум; 1903—1972). Бодиль Кох была министром по делам церкви Дании (1950, 1953—1966), первой женщиной на этой должности, министром культуры Дании (1966—1968), депутатом фолькетинга (1947—1971) от социал-демократов. Её брат Айлер Кох (Ejler Koch; 1933—1978) был депутатом фолькетинга (1973—1977) от социал-демократов. У Айлера был брат-близнец Енс (Jens; 1933). Также у Дорте был брат Пауль (Paul; род. 1930) и сестра Бодиль (Bodil; 1941). Бодиль умерла в 1942 году.
Училась в школе Эмдрупборг (дат. Emdrupborg skole) в Копенгагене, затем в престижной Metropolitanskolen.
В 1964 году окончила Копенгагенский университет со степенью магистра теологии.
С 1965 по 1968 году служила вспомогательным пастором церкви Хольмена в Копенгагене.
С 1970 по 1974 год была членом муниципального совета Фредериксберга от социал-демократов.
11 октября 1971 года назначена министром по делам церкви Дании в однопартийном правительстве меньшинства социал-демократов под руководством Енса Отто Крага. 5 октября 1972 года Краг ушёл в отставку и его преемником стал Анкер Йёргенсен. Правительство Анкера Йёргенсена ушло в отставку 19 декабря 1973 года.
Баллотировалась в округе Гентофте на парламентских выборах 1973 года, на которых социал-демократы потеряли 24 места. Не была избрана.
По результатам парламентских выборах 1975 года избрана депутатом фолькетинга в округе Копенгаген. С 1977 по 1979 год была заместителем председателя парламентской группы социал-демократов.
5 января 1979 года назначена министром образования в правительстве Анкера Йёргенсена. Сменила уволенную из правительства Ритт Бьеррегор. Правительство ушло в отставку 10 сентября 1982 года.
Умерла 17 марта 2016 года в возрасте 77 лет в Фредериксберге.

## Личная жизнь
В 1961 году вышла замуж за Йоргена Беннесена (Jorgen Bennedsen). Сын — экономист Мортен Беннесен (род. 1966).

## Память
12 ноября 2024 года в переговорной комнате фолькетинга в дворце Кристиансборг состоялось открытие картины «Беседа 1918—2024» Мие Мёркеберг (Mie Mørkeberg; род. 1980) — группового портрета 30 выдающихся женщин. Эти 30 женщин были отобраны независимой исторической группой под руководством бывшего главного редактора журнала Politiken Бо Лидегора (Bo Lidegaard; род. 1958). Среди изображённых — Дорте Беннесен и её мать, Бодиль Кох.